# Giuseppe Bergomi
Giuseppe Bergomi (n. 22 decembrie 1963, Settala, Lombardia, Italia) este un fost jucător italian de fotbal care și-a petrecut întreaga carieră  la Internazionale.
Bergomi a debutat la 17 ani; juca la fel de bine fundaș central cât și fundaș dreapta, fiind un jucător cheie pentru Italia în anii '80 și '90. Este poreclit Lo zio („unchiul”) din cauza mustății impresionante pe care o purta chiar și la 18 ani la Campionatul Mondial din 1982. Considerat unul dintre cei mai buni jucători din istoria fotbalului i se mai spunea și Il Capitano („Căpitanul”).
În cele 19 sezoane petrecute la Inter, echipa a stat în umbra rivalei AC Milan, câștigând campionatul Italiei o singură dată, în 1989, când a câștigat și Cupa UEFA. Cu echipa națională, Bergomi a câștigat Campionatul Mondial de Fotbal 1982, jucând și în celelalte Campionate Mondiale din 1986 și 1990, cât și la Euro 1988. După ce a fost eliminat într-un meci împotriva Norvegiei în cadrul preliminariilor pentru Euro 1992, Bergomi a așteptat mulți ani o convocare, primind-o în cele din urmă la Campionatul Mondial din 1998.
S-a retras în 1999 la vârsta de 36 de ani. A lucrat în televiziune la Sky Italia și a fost comentatorul italienilor pentru Campionatul Mondial din 2006, alături de Fabio Caressa.